# Società Sportiva Trionfo Ligure
La Società Sportiva Trionfo Ligure è una società sportiva di atletica leggera nata a Genova il 7 giugno 1907. 
Nel corso dei 100 anni di vita hanno militato nelle sue file numerosi atleti di spicco, molti dei quali hanno vestito la maglia azzurra: Alfredo Gargiulo, Angelo Davoli, Giovanni Garaventa, Angelo Villa, Tullio Pavolini, Aldo Saccone, Silvio De Florentiis, Elio Boero, Tatiana Baroni, Annarita Luciani, Francesca Carbone, Sabrina D'Ambrini, Marinella Colombo, Valentina Russo, Angela Cartesegna.

## Palmarès

### Onorificenze
- Stella di bronzo al merito sportivo

1983
- Stella d'argento al merito sportivo

1997
- Stella d'oro al merito sportivo

2004

## Calcio
La società a partire dal 1909 si dotò anche di una sezione calcistica in cui militarono tra gli altri uno dei fondatori della società, Giovanni Terrile, ed il futuro nazionale italiano Guglielmo Brezzi.
Nel 1911, con la collaborazione della concittadina Società Ginnastica Raffaele Rubattino, organizzò un torneo a cui parteciparono venti squadre.
La società partecipò alla terza Categoria 1912-1913, terzo livello calcistico italiano dell'epoca, con i seguenti giocatori oltre ai già citati Brezzi e Terrile: Angelo Sega (portiere), i fratelli Olcese e Bagnasco, Raggio, Magnano, Mazza, Medica, Ferrari, Bellotti ed il capitano Adriano Corallo.

## Tennis
La scuola tennis Trionfo Ligure nasce nel 2019 con sede in Via F.Ricci 3 /Via Pirandello 1 (Valletta Cambiaso), Genova. 